# Arachnofóbia
Az arachnofóbia a pókoktól és más pókféléktől, például skorpiók és kullancsoktól való félelem. Az arachnofóbia szó a görög arachne és phobia szavakból származik.

## Jelek és tünetek
Az arachnofóbiában szenvedő emberek hajlamosak nyugtalanságot érezni minden olyan területen, amelyről úgy gondolják, hogy pókoknak adhat otthont, vagy ahol látható jelei vannak a pókok jelenlétének, például pókhálók. Ha az arachnofóbiások pókot látnak, előfordulhat, hogy nem mennek be a közelébe, amíg nem győzik le a fóbiájukkal gyakran együtt járó pánikrohamot. Vannak, akik sikítanak, sírnak, érzelmi kitöréseik vannak, légzési nehézségeket tapasztalnak, izzadnak és megnövekedett szívverést tapasztalnak, amikor pókok vagy azok hálóinak közelében lévő területre kerülnek. Egyes szélsőséges esetekben még egy pókról készült kép, játék vagy valósághű rajz is intenzív félelmet válthat ki.

## Okok
Az arachnofóbia lehet egy ösztönös reakció eltúlzott formája, amely a korai emberek túlélését segítette, vagy kulturális jelenség, amely a túlnyomórészt európai társadalmakban a leggyakoribb.

### Evolúciós
A fóbia evolúciós oka továbbra is tisztázatlan. Az egyik, különösen az evolúciós pszichológiaban elfogadott nézet szerint a mérges pókok jelenléte vezetett a pókoktól való félelem kialakulásához, vagy tette különösen könnyűvé a pókoktól való félelem megszerzését. Nincs azonban bizonyíték arra, hogy a pleisztocén idején elegendő számú mérges afrikai pókfauna létezett volna ahhoz, hogy ilyen evolúciós félelmet váltson ki. Mint minden tulajdonság, a pókoktól való félelem intenzitása is változó, és az intenzívebb félelemmel rendelkezőket fóbiásnak minősítik. Mivel a pókok viszonylag kicsik, nem felelnek meg a szokásos fenyegetettségi kritériumnak az állatvilágban, ahol a méret számít, de orvosilag jelentős méreggel rendelkeznek és/vagy szaruikkal bőrirritációt okozhatnak. A fóbia azonban irracionális félelem, szemben a racionális félelemmel.
Azáltal, hogy biztosították, hogy környezetük pókoktól mentes legyen, az arachnofóbiásoknak az ősi környezetben csökkent volna a megmarásuk kockázata, ami a túlélés szempontjából némi előnyt jelentett számukra a nem arachnofóbiásokhoz képest, azonban a pókoktól való aránytalan félelemnek a Homo sapiens evolúciós alkalmazkodóképességének környezetében jelen lévő más, potenciálisan veszélyes élőlényekhez képest hátrányai is lehettek.
Arne Öhman pszichológus a The Handbook of the Emotions (1993) című könyvében tanulmányozta egy kondicionálatlan inger párosítását evolúciósan releváns félelem-reakcióra semleges ingerekkel (kígyók és pókok) szemben evolúciósan irreleváns félelem-reakcióra semleges ingerekkel (gombák, virágok, sokszögek fizikai ábrázolása, tűzfegyverek, és elektromos konnektorok) emberi alanyokon, és azt találták, hogy az ophidiophobia (kígyófélelem) és az arachnophobia csak egy párosítást igényelt a kondicionált válasz kialakulásához, míg a mycophobia, az anthophobia, a poliéderek fizikai ábrázolásától, a lőfegyverektől és az elektromos konnektoroktól való félelem több párosítást igényelt és további kondicionálás nélkül kihalt, míg a kondicionált ophidiophobia és arachnophobia tartós volt.
Randolph M. Nesse pszichiáter megjegyzi, hogy bár az evolúciósan újszerű veszélyes tárgyakra, például konnektorokra lehetséges a kondicionált félelemválasz, a kondicionálás lassabb, mert az ilyen jelzéseknek nincs előre bekötött kapcsolata a félelemmel, megjegyezve továbbá, hogy annak ellenére, hogy a gépjárművezető-oktatásban hangsúlyozzák a gyorshajtás és az ittas vezetés veszélyeit, ez önmagában nem nyújt megbízható védelmet a közlekedési balesetek ellen, és hogy 2014-ben az Amerikai Egyesült Államokban a 15 és 24 év közöttiek összes halálesetének közel egynegyede közlekedési balesetben történt. Nesse, Isaac Marks pszichiáter és George C. Williams evolúcióbiológus megjegyezte, hogy a különböző adaptív fóbiákra (pl. arachnofóbia, ophidiofóbia, basofóbia) szisztematikusan hiányos reakciókkal rendelkező emberek temperamentumilag óvatlanabbak, és nagyobb valószínűséggel szenvednek potenciálisan halálos kimenetelű, nem szándékos sérüléseket, és azt javasolták, hogy az ilyen hiányos fóbiákat önző genetikai következményei miatt „hipofóbiának” kellene minősíteni.
Egy 2001-es vizsgálat megállapította, hogy az emberek gyorsabban felismerik a pókok képeit a virágok és gombák képei között, mint a virágok vagy gombák képeit a pókok képei között. A kutatók szerint ez azért volt így, mert a pókokra való gyors reagálás fontosabb volt az emberi evolúció szempontjából.

## Kulturális
Egy alternatív nézet szerint az olyan veszélyek, mint például a pókoké, túlértékeltek, és nem elegendőek ahhoz, hogy befolyásolják az evolúciót. Ehelyett a fóbiák öröklése inkább korlátozó és gyengítő hatással lenne a túlélésre, mintsem segítő hatású lenne. Egyes közösségek számára, például Pápua Új-Guineában és Kambodzsában a pókok a hagyományos ételek között szerepelnek. Ez arra utal, hogy az arachnofóbia legalábbis részben kulturális, nem pedig genetikai tulajdonság lehet.
A médiában a pókokról szóló történetek gyakran tartalmaznak hibákat és szenzációhajhász szókincset használnak, ami hozzájárulhat a pókoktól való félelemhez.

## Kezelések
A pókoktól való félelem a specifikus fóbiákhoz javasolt általános technikák bármelyikével kezelhető. A kezelés első vonala a szisztematikus deszenzibilizáció - más néven expozíciós terápia. A szisztematikus deszenzibilizáció megkezdése előtt gyakori, hogy az arachnofóbiában szenvedő személyt relaxációs technikákra oktatják, amelyek segítenek a páciens nyugalmának megőrzésében. A szisztematikus deszenzibilizálás történhet in vivo (élő pókokkal), vagy úgy, hogy az egyén elképzeli a pókokkal kapcsolatos helyzeteket, majd modellezi az érintett személy számára a pókokkal való interakciót, végül pedig valódi pókokkal való interakciót. Ez a technika már egy ülés alatt is hatásos lehet, bár általában több időt vesz igénybe.
A technológia közelmúltbeli fejlődése lehetővé tette a virtuális vagy kiterjesztett valóság pókok alkalmazását a terápiában. Ezek a technikák hatékonynak bizonyultak. Felvetették, hogy a Pókember-filmek rövid klipjeinek való kitettség segíthet csökkenteni az egyén arachnofóbiáját.

## Epidemiológia
Az arachnofóbia a világ népességének 3,5-6,1 százalékát érinti.